# 5S (管理)
5S管理，中文一般稱為5S，是五個日文讀音和英文字首字母開頭為S的詞所組成的方式，可用於物流管理、倉存管理、生產管理、電腦檔案、資料庫和個人物件分類等。
5S是指：整理（Sort）、整頓（Set in order）、清掃（Shine）、清潔（Standardize）、素養或紀律（Sustain）。

## 簡介
- 整理（日文讀音：Seiri）
  - 对工作时身边的设备、物资、产品等物品区分要与不要的。
  - 对要的物品进行井井有条的分类管理。
  - 对不要的物品又区分有用的和无用的物品。
    - 有用的物品转移到现场之外，进行有关处理。
    - 无用的物品坚决清除。
- 整顿（日文讀音：Seiton）
  - 需要的物品要能很快的拿到，不需要寻找，用后放回原处。以达到安全、高效、提高工作效率。各个物品应有明确的标示。
  - 三定原则：定点、定量、定容
  - 進行整理階段後，區分出現場物品要與不要，並依據使用頻度，將所需工具/檢具進行定位及標示
  - 利用顏色管理，提升物品拿取速度及正確性
  - 六定:定容，定量，定位，定姿，定質，定時
- 清扫（日文讀音：Seiso）
  - 美化环境，使桌面干净整齐，形成明亮的、赏心悦目的现场环境，可以方便的检查出是否发生问题。
    - 利用前兩個步驟的掛牌及取牌，將重複發生的問題尋找出來
    - 發生源:利用斷絕，減少，隔離，容易(斷/減/離/易)的手法進行改善
    - 困難部位:利用目視化，透明化，省時省力化，集中化的手法進行改善
- 規範（日文讀音：Seiketsu）
  - 维持上述清扫的效果，做到持续保洁。
- 素養或紀律（和製漢字：躾，日文讀音：Shitsuke）
  - 每位成员养成良好习惯，遵守规则做事，文明的员工是文明管理的根本保证。

## 衍生
- 部分管理者將安全（Safety）列入第六個S，稱「6S管理」[2]。
- 若將安全（Safety）及節能（Save）列入，則稱「7S管理」。
- 香港的五常法衍生自5S。